# 拉卡瓦勒里
拉卡瓦勒里（法語：La Cavalerie，法語發音：[la kavalʁi]）是法国阿韦龙省的一个市镇，属于米约区。

## 地理
拉卡瓦勒里（44°0'32"N, 3°9'34"E）面积40.56 平方千米，位于法国奧克西塔尼大區阿韦龙省，该省份为法国南部内陆省份，位于法國中央高原南部，北起顺时针与康塔爾省、洛泽尔省、加尔省、埃罗省、塔恩省、塔恩-加龙省和洛特省接壤。
与拉卡瓦勒里接壤的市镇（或旧市镇、城区）包括：洛斯皮塔莱-迪拉尔扎克、塞尔农河畔拉帕努斯、米约、楠村、塞尔农河畔圣厄拉利。

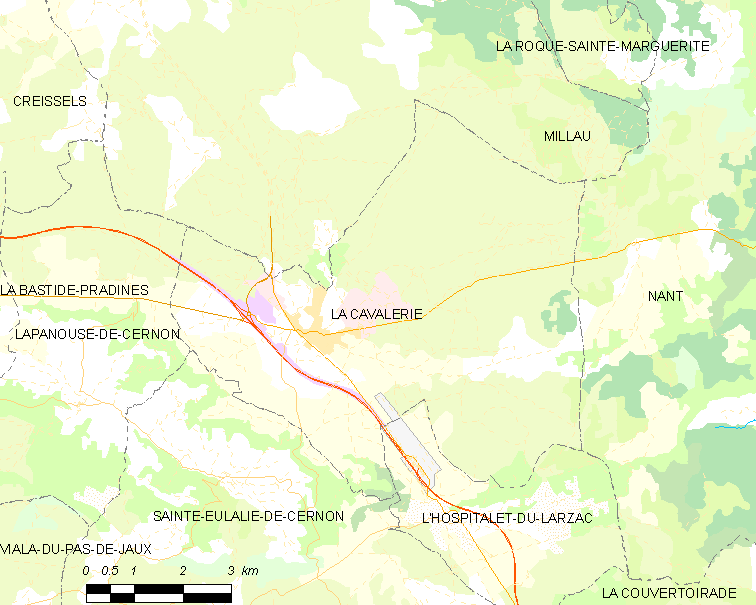
拉卡瓦勒里的OSM定位图

拉卡瓦勒里的时区为UTC+01:00、UTC+02:00（夏令时）。

## 行政
拉卡瓦勒里的邮政编码为12230，INSEE市镇编码为12063。

## 政治
拉卡瓦勒里所属的省级选区为科斯-鲁日耶县。

## 人口

1962-2008年间拉卡瓦勒里人口变化图示

拉卡瓦勒里于2022年1月1日时的人口数量为2208人。